# Mad Movies
MadMovies (ou Mad Movies) est un magazine de cinéma français créé en 1972 et spécialisé dès son origine dans le cinéma fantastique. II aborde tous les courants du cinéma de genre : fantastique, science-fiction, horreur et thriller.

## Historique
La revue, Ciné Fantastique MadMovies, créée par Jean-Pierre Putters en 1972 sous forme de fanzine, s'inspirait des revues américaines Mad Monster, Movie Monsters et Horror Monsters.
Mad Movies magazine fut introduit en kiosques en 1982. Depuis, il critique en toute indépendance tous les films de genre et se caractérise par une très grande connivence avec ses lecteurs qui le qualifient souvent de "Tonton Mad". 
MadMovies a été repris en mai 2001 par Gérard Cohen (Custom Publishing France), avec Damien Granger puis Vincent Guignebert comme rédacteurs en chef successifs. Il devient mensuel en septembre 2001 et intègre Impact, un second magazine spécialisé sur le cinéma d'action. Depuis 2006, c'est Fausto Fasulo qui en assure la rédaction en chef et qui contribue au développement de la marque MadMovies, le media n°1 du cinéma de genre, au travers du magazine mensuel, de ses hors-séries et de son premier livre publié chez Hachette en octobre 2019 :100 Films de genre à (re)découvrir .
En 1999 le site internet MadMovies, a été créé. On y retrouve des nouvelles, des vidéos d'analyse des sorties de films, des bandes-annonces, des previews, des critiques et des interviews de professionnels du cinéma fantastique. Les lecteurs peuvent y poster leurs  critiques et commentaires.
Depuis octobre 2002, deux éditions sont régulièrement proposées en kiosques : le magazine en solo et le pack du magazine avec un DVD de cinéma de genre, sélectionné par la rédaction de MadMovies. À l'automne 2010, le magazine a lancé sa propre boutique en ligne, le MadShop.
MadMovies est également présent sur les réseaux sociaux Facebook,Twitter, Instagram. 
Le numéro 300 est paru en octobre 2016. En 2022, MadMovies fête son 50e anniversaire.   

## Hors-séries
MadMovies a publié 71 hors-séries abordant des thématiques telles que L'âge d'or du cinéma italien, Grindhouse, Le jeu vidéo fait son cinéma, Les séries culte, le Slasher, Apocalypse Zombie, La révolution Gore, Invasion Extraterrestre, ainsi que des monographies de réalisateurs célèbres du cinéma fantastique tels que John Carpenter, Peter Jackson, Sam Raimi, James Cameron, Tim Burton, Dario Argento, Steven Spielberg, Guillermo del Toro, Paul Verhoeven et David Cronenberg. En juillet 2012, un hors-série spécial a été publié à l'occasion des quarante ans du magazine (40 réalisateurs cultes en 40 images-chocs)  qui synthétise l'histoire du cinéma fantastique au travers de scènes-clés qui ont marqué les plus grands réalisateurs du genre. 
En 2022, MadMovies a publié un hors-série exceptionnel pour fêter son 50e anniversaire, incluant les entretiens majeurs avec les maîtres du cinéma d'horreur tels que Dario Argento, Clive Barker,John Carpenter, Wes Craven, David Cronenberg, Tobe Hooper, Peter Jackson, Sam Raimi et George Romero.
Depuis 2019, MadMovies  propose ses hors-séries en édition magazine souple et en édition limitée Collector sous couverture cartonnée. 

## MadMovies CLASSIC
En juillet 2015 MadMovies a lancé sa collection de prestige « CLASSIC », qui raconte l'histoire des plus grands films et des sagas les plus marquantes du cinéma de genre.
| Numéro Classic       | Thème                           | Date de publication | Numéro HS |
| -------------------- | ------------------------------- | ------------------- | --------- |
| MadMovies Classic 1  | TERMINATOR                      | Juillet 2015        | HS 26     |
| MadMovies Classic 2  | STAR WARS                       | Décembre 2015       | HS 28     |
| MadMovies Classic 3  | SHINING                         | Avril 2016          | HS 29     |
| MadMovies Classic 4  | LES DENTS DE LA MER             | Juillet 2016        | HS 31     |
| MadMovies Classic 5  | L'EXORCISTE                     | Décembre 2016       | HS 33     |
| MadMovies Classic 6  | HANNIBAL LECTEUR                | Février 2017        | HS 34     |
| MadMovies Classic 7  | ALIEN                           | Mai 2017            | HS 35     |
| MadMovies Classic 8  | ROCKY                           | Juillet 2017        | HS 36     |
| MadMovies Classic 9  | LA PLANÈTE DES SINGES           | Août 2017           | HS 37     |
| MadMovies Classic 10 | BLADE RUNNER                    | Octobre 2017        | HS 38     |
| MadMovies Classic 11 | MASSACRE À LA TRONÇONNEUSE      | Décembre 2017       | HS 39     |
| MadMovies Classic 12 | 2001 : L’ODYSSÉE DE L'ESPACE    | Avril 2018          | HS 41     |
| MadMovies Classic 13 | DIE HARD                        | Mai 2018            | HS 42     |
| MadMovies Classic 14 | JURASSIC PARK                   | Juin 2018           | HS 43     |
| MadMovies Classic 15 | PREDATOR                        | Septembre 2018      | HS 44     |
| MadMovies Classic 16 | HALLOWEEN                       | Octobre 2018        | HS 45     |
| MadMovies Classic 17 | RETOUR VERS LE FUTUR            | Décembre 2018       | HS 46     |
| MadMovies Classic 18 | GAME OF THRONES                 | Mars 2019           | HS 47     |
| MadMovies Classic 19 | GODZILLA                        | Mai 2019            | HS 48     |
| MadMovies Classic 20 | RAMBO                           | Septembre 2019      | HS 49     |
| MadMovies Classic 21 | STEPHEN KING                    | Octobre 2019        | HS 50     |
| MadMovies Classic 22 | TERMINATOR REDUX                | Octobre 2019        | HS 51     |
| MadMovies Classic 23 | CONAN                           | Décembre 2019       | HS 52     |
| MadMovies Classic 24 | STAR WARS REDUX                 | Janvier 2020        | HS 53     |
| MadMovies Classic 25 | INDIANA JONES                   | Août 2020           | HS 55     |
| MadMovies Classic 26 | JAMES BOND                      | Octobre 2020        | HS 56     |
| MadMovies Classic 27 | PSYCHOSE                        | Décembre 2020       | HS 58     |
| MadMovies Classic 28 | FREDDY                          | Février 2021        | HS 59     |
| MadMovies Classic 29 | SUPERMAN                        | Avril 2021          | HS 60     |
| MadMovies Classic 30 | LA SAGA DE L'ANNEAU (TOLKIEN)   | Décembre 2021       | HS 64     |
| MadMovies Classic 31 | BATMAN                          | Mars 2022           | HS 65     |
| MadMovies Classic 32 | HALLOWEEN REDUX                 | Octobre 2022        | HS 66     |
| MadMovies Classic 33 | EVIL DEAD                       | Avril 2023          | HS 72     |
| MadMovies Classic 34 | INDIANA JONES                   | Juillet 2023        | HS 73     |
| MadMovies Classic 35 | L'EXORCISTE REDUX               | Octobre 2023        | HS 75     |
| MadMovies Classic 36 | WES CRAVEN                      | Février 2024        | HS 77     |
| MadMovies Classic 37 | LA MALEDICTION AU NOM DU DIABLE | Avril 2024          | HS 78     |
| MadMovies Classic 38 | GEORGE MILLER                   | Mai 2024            | HS 79     |
| MadMovies Classic 39 | ALIEN REDUX                     | Août 2024           | HS 80     |
| MadMovies Classic 40 | TOBE HOOPER                     | Novembre 2024       | HS 81     |
| MadMovies Classic 41 | MONSTRES DE LEGENDE             | Décembre 2024       | HS 82     |

## Impact
De février 1986 à février 2001, l'équipe de MadMovies présente également en kiosques la revue Impact, spécialisée dans le cinéma d'action. Arrêté par manque d'actualité, le titre est intégré sous forme de cahier spécial dans les pages de MadMovies entre mai 2001 et mai 2002. La rubrique Impact disparaît lorsque MadMovies décide de traiter le cinéma de genre de façon plus complète. Repris en formule pack avec MadMovies de janvier à septembre 2009, Impact redevient un titre à part entière en octobre suivant et sort régulièrement de manière bimestrielle jusqu'en septembre-octobre 2011, avant de réintégrer les pages de MadMovies pour les films d'action les plus marquants.

## PIFFF:Paris International Fantastic Film Festival
Depuis novembre 2011, MadMovies est le partenaire majeur de référence du Paris International Fantastic Film Festival (PIFFF), créé à Paris par l'association Paris Ciné Fantastique pour la promotion du cinéma de genre fantastique et le rayonnement de la culture fantastique. Depuis 2016, le festival a pris ses marques dans la salle mythique du Max Linder Panorama, sur les Grands boulevards à Paris.   